# Implicação material (regra de inferência)
Na lógica proposicional, implicação material  é uma regra de substituição válida que permite que uma sentença condicional seja substituída por uma disjunção em que o antecedente é negado. A regra determina que P implica Q é logicamente equivalente à não-P ou Q e pode substituir o outro em provas lógicas.
{\displaystyle P\to Q\Leftrightarrow \neg P\lor Q}
Onde "{\displaystyle \Leftrightarrow }"é um símbolo metalógico que representa "pode ser substituído em uma prova."

## Notação Formal
A regra da implicação material pode ser escrita em notação de sequente:
{\displaystyle (P\to Q)\vdash (\neg P\lor Q)}
onde {\displaystyle {\displaystyle \vdash }} é um símbolo metalógico significando que {\displaystyle (\neg P\lor Q)} é uma consequência lógica de {\displaystyle (P\to Q)} em alguns sistemas lógicos;
ou na regra de inferência:
{\displaystyle {\frac {P\to Q}{\neg P\lor Q}}}
onde a regra é que, sempre que uma instância de "{\displaystyle {\displaystyle (P\to Q)}}"é exibida em uma linha de uma prova, ela pode ser substituída por "{\displaystyle \neg P\lor Q}";
ou como a afirmação de uma verdade-funcional, tautologia ou teorema da lógica proposicional:
{\displaystyle (P\to Q)\to (\neg P\lor Q)}

## Exemplo
Um exemplo é:
Se ele é um urso (P), então ele pode nadar (Q).
Assim, ele não é um urso ou ele pode nadar.

Se for descoberto que o urso não podia nadar, escrito simbolicamente como {\displaystyle P\land \neg Q}, ambas as sentenças são falsas, mas caso contrário, elas são ambas verdadeiras.

## References
1. ↑  Hurley, Patrick (1991). A Concise Introduction to Logic 4th ed. [S.l.]: Wadsworth Publishing. pp. 364–5
2. ↑  Copi, Irving M.; Cohen, Carl (2005). Introduction to Logic. [S.l.]: Prentice Hall. p. 371